# Alexander ALX400
Alexander ALX400 — двухэтажный автобус особо большой вместимости производства Walter Alexander Coachbuilders, предназначенный для эксплуатации в странах с левосторонним движением. Вытеснен с конвейера автобусом Alexander Dennis Enviro400.

## История
Впервые автобус Alexander ALX400 был представлен в 1997 году. Серийное производство стартовало в 1998 году на шасси Dennis Trident 2.
Автобус эксплуатировался в Лондоне, Бирмингеме, Манчестере, Ньюкасле и Дублине.
В конце 2005 года автобус Alexander ALX400 планировалось заменить автобусом Alexander Dennis Enviro400, и это произошло в 2006 году.

## Галерея
- Предзапуск Alexander ALX400 на шасси Dennis Trident 2 в Дублине
- ALX400 на шасси Volvo B7TL
- Arriva London ALX400 на шасси DAF DB250LF
- Arriva Guildford & West Surrey ALX400 на шасси Volvo B7TL (вид сзади)